# Mário de Andrade

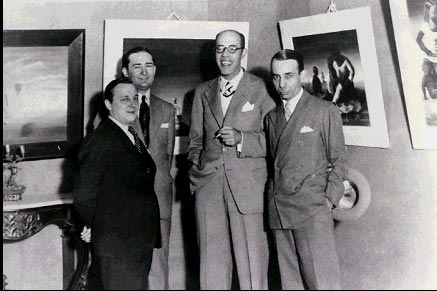
Från vänster till höger: Cândido Portinari, Antônio Bento, Mário de Andrade och Rodrigo Melo Franco 1936

Mário de Andrade född 9 oktober 1893 i São Paulo, död 25 februari 1945, var en brasiliansk författare, konsthistoriker och fotograf.

## Biografi
Mário de Andrade var en av de första och främsta modernisterna i brasiliansk litteratur. São Paulos skiftande, mångkulturella stadsliv inspirerade honom till många dikter. Förutom poesi skrev han noveller och romaner. 
Han var en mångsidig intellektuell kulturpersonlighet med intressen för bland annat musik och etnografi. Han medverkade i olika tidskrifter med artiklar om musik, konst och litteratur, med mera.